# Włodzimierz Eugeniusz Karwowski
Włodzimierz Eugeniusz Karwowski (ur. 13 września 1912 w Kielcach, zm. 29 maja 1978 w Auckland) – oficer Wojska Polskiego, pilot Polskich Sił Powietrznych, dowódca 306. dywizjonu myśliwskiego.

## Życiorys
Syn Mikołaja Chłopka i Anieli z domu Chodnikiewicz. W rodzinnych Kielcach ukończył szkołę powszechną, a następnie uczył się w tamtejszym gimnazjum im. Stefana Żeromskiego. Egzamin maturalny zdał w 1934 r., w czasie wakacji ukończył kurs szybowcowy. Od września rozpoczął służbę wojskową 39. pułku piechoty i przeszedł kurs unitarny w Szkole Podchorążych Piechoty w Różanie. Po jego ukończeniu od stycznia 1935 r. uczył się w Szkole Podchorążych Lotnictwa Rezerwy w Dęblinie. Od października rozpoczął szkolenie w ramach Szkoły Podchorążych Lotnictwa. W czasie nauki w szkole zmienił nazwisko na Karwowski. Naukę ukończył w 1937 r. z 20. lokatą i jako pilot podporucznik został przydzielony do 121. eskadry myśliwskiej 2. pułku lotniczego.
W lutym 1939 r. został instruktorem i wychowawcą w Centrum Wyszkolenia Oficerów Lotnictwa w Dęblinie. Po wybuchu II wojny światowej latał na PZL P.7a w szkolnej eskadrze myśliwskiej osłaniającej dęblińską szkołę. Po ataku ZSRR na Polskę został ewakuowany na południe kraju, a następnie przekroczył granicę z Rumunią. Uniknął internowania i przez Jugosławię i Grecję, na pokładach statków „Ajos Nikolaos” i „Ville de Strasbourg”, przedostał się do Francji. Został przydzielony do Polskiej Bazy Lotniczej w Lyon-Bron, następnie znalazł się w pierwszej grupie Polaków skierowanych na szkolenie myśliwskie w Montpelier. Po ukończeniu szkolenia znalazł się w kluczu z kpt. Janem Pentzem i ppor. Bohdanem Andersem przydzielonym do Groupe de Chasse II/6 stacjonującej w Anglure-Vornarce. W czasie kampanii francuskiej uzyskał 1/2 pewnego zwycięstwa nad He 111 oraz 1/2 nad Do 17. 
Po zakończeniu walk został ewakuowany drogą morską do Wielkiej Brytanii na pokładzie statku „Apapa”, trafił do bazy polskiego lotnictwa w Blackpool. Otrzymał numer służbowy RAF P-1284 i 26 lipca 1940 r. został przydzielony do Dywizjonu 302, w jego składzie walczył podczas bitwy o Anglię, 15 września 1940 r. został zestrzelony podczas walki, ale zdołał wylądować przymusowo.
Powrócił do latania bojowego i 18 września 1940 r. zestrzelił Ju 88. Miesiąc później, 18 października, wziął udział w locie bojowym w trudnych warunkach pogodowych. Był jednym z trzech pilotów, którzy zdołali powrócić na lotnisko macierzyste. W 1941 r. brał udział w lotach ofensywnych nad Francję i Belgię, w listopadzie został mianowany dowódcą eskadry „B” w 302 dywizjonie a w styczniu 1942 r. dowódcą eskadry „A”. Po odbyciu tury lotów bojowych został w maju 1942 skierowany na odpoczynek do 58 Operational Training Unit w Grangemouth na stanowisko instruktora. 
Do latania bojowego powrócił w grudniu 1942 r. jako dowódca eskadry „B” w 316. dywizjonie myśliwskim. 14 marca 1943 r. został powołany na stanowisko dowódcy 306. dywizjonu myśliwskiego. W styczniu 1944 r. został przeniesiony na stanowisko szefa strzelania powietrznego na stacji lotniczej Northolt, w marcu został polskim oficerem łącznikowym przy 12. Grupie Lotniczej. W 1944 r. ożenił się z oficerem WAAF Pamelą Cumberlege. Następnie, od czerwca 1944 do lutego 1945 r., pełnił funkcję szefa polskich pilotów w 84 Ground Support Unit. W marcu otrzymał awans do stopnia majora i objął stanowisko szefa strzelania powietrznego stacji lotniczej Leconfield, gdzie służył do zakończenia działań wojennych. 
Został zdemobilizowany w 1947 r., w czasie służby wylatał 2100 godzin. Na liście Bajana został sklasyfikowany na 159. pozycji z zaliczonymi dwoma zestrzeleniami pewnymi i 1/2 uszkodzeniem. Nie zdecydował się na powrót do Polski rządzonej przez władze komunistyczne, wyemigrował do Nowej Zelandii, gdzie prowadził farmę. Zmarł 29 maja 1978 r. w Auckland, został pochowany na tamtejszym cmentarzu Purewa Cemetery.

## Ordery i odznaczenia
Za swą służbę został odznaczony:
- Krzyżem Walecznych – trzykrotnie,
- Medalem Lotniczym – czterokrotnie,
- Polową Odznaką Pilota (nr 346),
- Croix de Guerre[19].